# Libertia falcata
Libertia falcata är en irisväxtart som beskrevs av Pierfelice Ravenna. Libertia falcata ingår i släktet Libertia och familjen irisväxter. Inga underarter finns listade i Catalogue of Life.